# دراي كلينينغ
دراي كلينينغ (بالإنجليزية: Dry Cleaning)‏ هي فرقة بوست بانك إنجليزية تأسست في 2018.

## روابط خارجية
دراي كلينينغ على موقع ميتاكريتيك (الإنجليزية)
- دراي كلينينغ على موقع ميوزك برينز (الإنجليزية)
- دراي كلينينغ على موقع أول ميوزيك (الإنجليزية)
- دراي كلينينغ على موقع ديسكوغز (الإنجليزية)